# Volta a Llombardia 1990
La Volta a Llombardia 1990 fou la 84a edició de la clàssica ciclista Volta a Llombardia. La cursa es va disputar el 20 d'octubre de 1990, sobre un recorregut de 246 km, i era la dotzena prova de la Copa del Món de ciclisme de 1990. El vencedor final fou el francès Gilles Delion, que s'imposà en l'arribada a Monza.

## Classificació general
|    | Ciclista                 | Equip                | Temps      |
| -- | ------------------------ | -------------------- | ---------- |
| 1  | Gilles Delion (FRA)      | Helvetia-La Suisse   | 6h 11' 45" |
| 2  | Pascal Richard (SUI)     | Helvetia-La Suisse   | m. t.      |
| 3  | Charly Mottet (FRA)      | R.M.O.-Mavic         | m. t.      |
| 4  | Robert Millar (GBR)      | Z                    | m. t.      |
| 5  | Federico Echave (ESP)    | Clas-Cajastur        | m. t.      |
| 6  | Claude Criquielion (BEL) | Lotto-Super Club     | + 3' 35"   |
| 7  | Leonardo Sierra (VEN)    | Selle Italia-Eurocar | m. t.      |
| 8  | Marino Lejarreta (ESP)   | ONCE                 | + 3' 38"   |
| 9  | Thomas Wegmüller (SUI)   | Weinmann-Smm Uster   | + 3' 56"   |
| 10 | Seán Kelly (IRL)         | PDM-Ultima-Concorde  | + 4' 06"   |